# Bolivia ai Giochi della XXVII Olimpiade
La Bolivia partecipò ai Giochi della XXVII Olimpiade, svoltisi a Sydney, Australia, dal 15 settembre al 1º ottobre 2000, con una delegazione di cinque atleti impegnati in tre discipline.